# 중난산 (산시성)

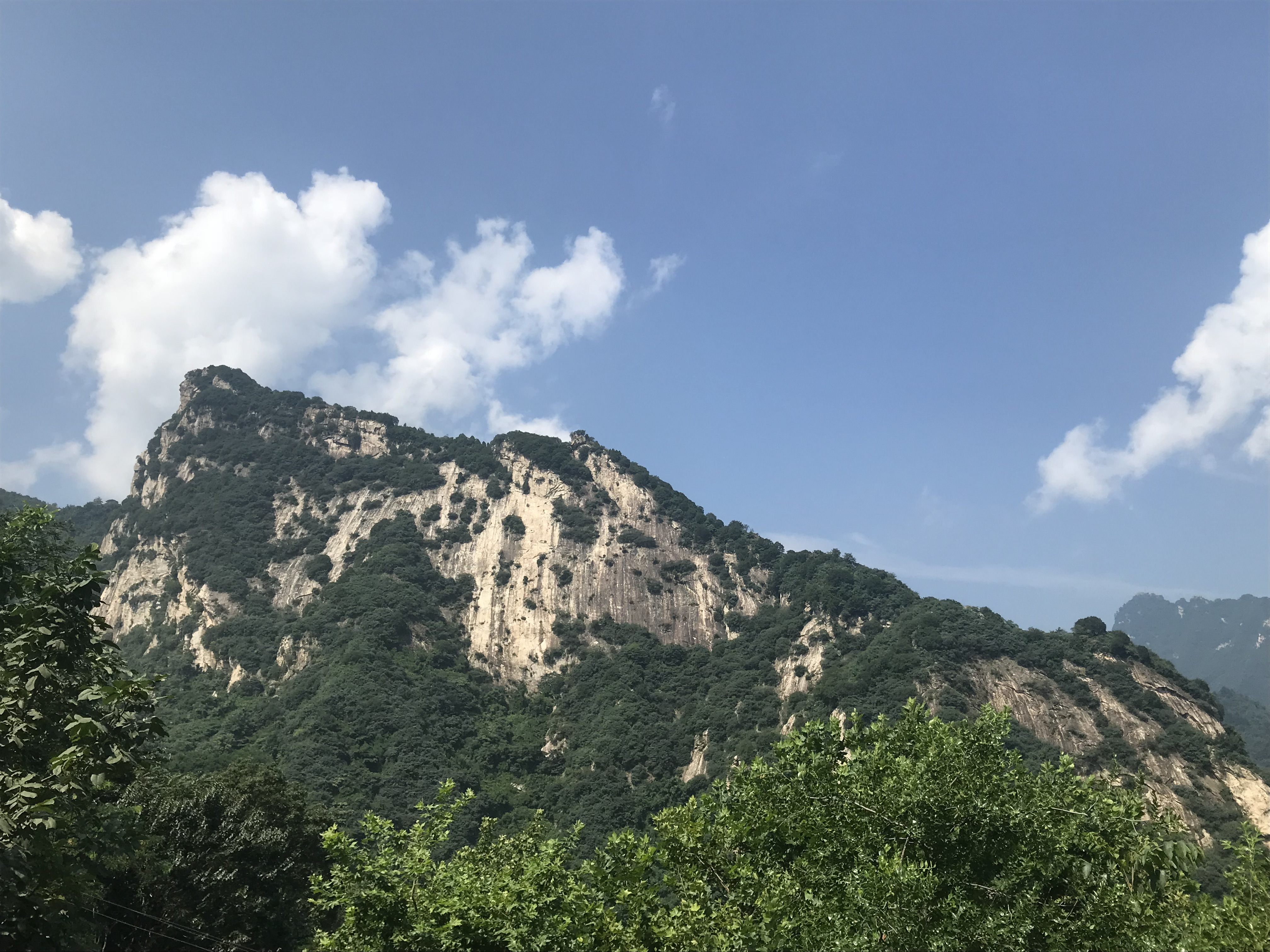
중난산에 속하는 추이화산

중난산(중국어 간체자: 终南山, 정체자: 終南山, 병음: Zhōngnánshān, 한자음: 종남산)은 중국 산시성(陕西省, 섬서성) 시안시(西安市, Shaanxi)에 위치한 산이다.
중난산 삼림공원으로 지정되어 있는 중난산의 산줄기는 친링산맥(秦嶺, 秦岭, 진령 산맥)이다. 또한 때때로 중난산은 추이화산(翠華山, Cuihua)을 포함하기도 한다. 중난산은 도교의 탄생지이자 불교의 율종 가운데 남산율종(南山律宗)의 발상지이기도 하며 화엄종의 유서깊은 사찰인 지상사(至相寺)가 있는 곳이기도 하다.
한편 중난산은 중국에서는 중남산(中南山), 남산(南山), 태을산(太乙山)의 표기로 종종 언급되기도 한다. 역사적으로 중난산을 기준으로 중국 본토의 남과 북을 경계짓는 관습도 있었다.

## 중난산 내 여러 산들
다음은 친링산맥의 일부분으로서 중난산으로 언급되는 지역들이다. 약 100km에 걸쳐 있으나 모두 시안시(西安市,Shaanxi)내에 위치하고 있다.
- 추이화산(翠華山, 취화산)[2][3]-국가지질공원[4]
- 난우타이(南五臺, 남오대)[5] - 남오대풍경구(南五台风景區)
- 쯔거 자연경구(紫閣自然景區, 자각 자연경구) - 규옥같은 형태로 이름지어진 규봉산(圭峰山)및 고관폭포(高冠瀑布)가 있다.[6]
- 러우관타이(樓觀臺, 루관대)[7] - 국가삼림공원

## 한국의 고승
한국에서는 신라의 고승인 의상대사가 당나라의 장안 중난산의 지상사(至相寺)에서 수학하였다는 기록이 전한다. 또한 자장율사가 중난산 운제사(雲際寺)에서 수학한 것으로 알려져 있다. 신라의 원측(圓測) 역시 어려서부터 장안에 들어와 장안의 연고지인 서명사에서 중난산의 지상사, 운제사 등을 왕래한 것으로 여겨진다.

## 사찰
- 지상사(至相寺)[9]
- 운제사(雲際寺)
- 정업사(净業寺)[10]
- 풍덕사(豊德寺)
- 흥교사(興教寺)[11]

## 같이 보기
- 황하
- 장강
- 오대산